# Trésor de Saint-Germain-de-Varreville
Le trésor de Saint-Germain-de-Varreville est un trésor monétaire découvert en 2011 sur le territoire de la petite commune de Saint-Germain-de-Varreville, département de la Manche, région Normandie en France.
À l'écart de vestiges archéologiques connus, le trésor est découvert lors de travaux dans une exploitation agricole et les services régionaux d'archéologie sont aussitôt contactés par les propriétaires, ce qui a permis une étude exhaustive à la fois historique et archéologique en laboratoire, permettant de mettre en évidence les mécanismes de thésaurisation dans l'Antiquité tardive. Une étude sur le site de la découverte est réalisée peu après afin d'en préciser le contexte archéologique.
Datant de la première moitié du IVe siècle, il est acquis par la ville de Caen et conservé au musée de Normandie où il est situé dans la même salle qu'un autre trésor plus ancien, témoin de la crise que traverse l'Empire romain au IIIe siècle et découvert en 2010, le trésor de Tourouvre. Ces deux découvertes sont des témoignages des apports des études scientifiques des trésors monétaires par les archéologues dans le contexte de l'actuelle Normandie et également pour la connaissance du contexte économique et monétaire, ainsi que des comportements des contemporains comme le mécanisme de thésaurisation.

## Localisation
Le trésor est découvert à Saint-Germain-de-Varreville, dans le nord-est du département de la Manche, en avril 2011, au sein d'une exploitation agricole, située au sud du village, au-lieu dit « pièce à Trois Cornières ». Le terrain, une zone de bocage, se situe sur une légère pente près du « Ruisseau de By » dans un sol composé de limon.

## Historique de la découverte

### Découverte impromptue et acquisition par la ville de Caen
Le découvreur du trésor, un agriculteur également propriétaire du terrain, découvre à une profondeur de 0,40 m et 0,60 m le vase rempli de monnaies lors de travaux de mise en place d'une clôture. Le contenant est sorti de terre par l'agriculteur et son épouse, et le couple contacte des archéologues et la DRAC,.
Le trésor, d'une valeur estimée à 18 000 €, est acquis en 2015 par le musée de Normandie avec l'aide de l'État pour moitié, car le découvreur ne se tourne pas vers d'autres acquéreurs. Les pièces sont agglomérées les unes aux autres, principalement à cause de la corrosion issue de l'oxyde de cuivre.

### Examen en laboratoire
Le poids total du vase est de 42 kg, le contenu du vase étant estimé à environ 38 kg de monnaies agglomérées. La volonté de connaître le processus de rangement et les étapes dans la constitution du trésor, ainsi que l'« archéologie du processus d'accumulation », ont été les principes de base pour la mise en place d'une micro-fouille. La fouille est réalisée par la destruction progressive du contenant et des couches de monnaies.
Une fouille du vase est réalisée durant l'été 2012, pendant une quinzaine de jours au mois de juillet, avec une méthode rigoureuse par le service numismatique du Centre de recherches archéologiques et historiques anciennes et médiévales appelé aussi CRAHAM. La première étape est la stabilisation du vase, le contenant est mis dans un coffrage en mousse et posé sur un table fixe. Ces dispositions permettent aux chercheurs d'être placés au-dessus du contenant lors des prélèvements. Une armature métallique entoure le dispositif et permet d'y fixer les caméras et les appareils photographiques utilisés pendant que chaque couche du trésor est prélevée.
L'étape suivante consiste à enlever les monnaies par couches horizontales des plus récemment déposées aux plus anciennes, puis de ranger chaque lot dans des sachets individuels hermétiques. Une étude est réalisée sur la position des pièces, ce qui a permis de supposer la présence de sac dans la partie supérieure du contenant et d'estimer que le remplissage du contenant ne s'est pas déroulé en une seule fois.
Le vase est ensuite isolé, puis une fiche descriptive des pièces avec les éléments suivants est réalisée : position dans le récipient d'un lot de pièces, description des éléments naturels présents avec les pièces. Chaque pièce est nettoyée et étudiée, la moitié du travail est réalisée durant l'automne 2019. Entre 80 et 120 pièces sont nettoyées chaque jour et le traitement d'une pièce nécessite plusieurs heures. Les monnaies sont ensuite enregistrées dans une base de données.
En 2015, une étude de « spectrométrie de fluorescence X portable des monnaies du dépôt » portant sur un échantillon du trésor vise à étudier les alliages, le nombre important de monnaies du trésor ainsi que la variété des frappes permettant une étude assez générale. Un protocole spécifique est mis en place. La technique est initialement destinée à des applications industrielles.

### Retour sur le terrain et expositions

Plan du site des fouilles en 2011 et 2013.

Une fouille du site de découverte est réalisée en juillet 2013, même année que le début de l'étude exhaustive du trésor. Ces fouilles n'ont révélé presque aucun vestige de l'Antiquité, mais des éléments d'un bivouac de la Seconde Guerre mondiale très proche de la cachette du trésor.
Le seul élément antique retrouvé est une tuile retaillée, peut être déjà déterrée dès 1944 et en relation avec le bivouac. Il faut parcourir plusieurs centaines de mètres pour trouver des matériaux de construction et de la poterie d'époque romaine. Une prospection des champs environnants a permis d'identifier à 600 m du site de la cachette, une habitation probable datant de l'Antiquité et un autre site à 250 m. Ces occupations antiques livrent peu de mobilier.
Le trésor entre au musée de Normandie dans les salles présentant les découvertes de la Préhistoire et de l'Antiquité. Le trésor est montré au public au musée des antiquités de Rouen pour une exposition « Mon trésor » du 24 novembre 2019 au 23 février 2020.

## Description

### Généralités
Le trésor comporte 14 528, monnaies datées de 310 à 348, pour un poids total de 42 kg dont 3,8 kg pour le contenant,. La trouvaille fait partie des « plus importants trésors contemporains ». Les archéologues ont retrouvé des résidus organiques lors de la fouille, dont la nature a pu être identifiée.

### Contenant

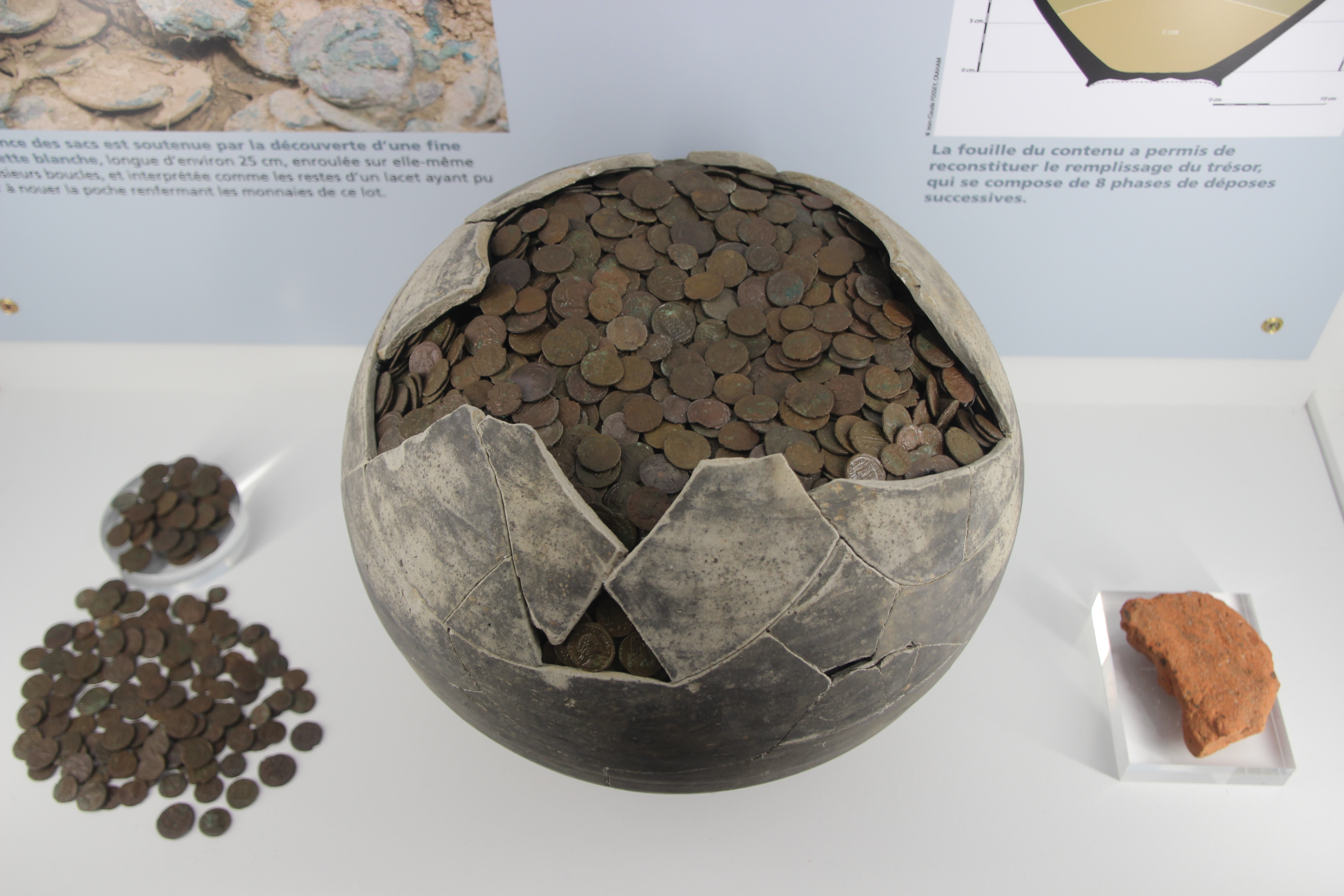
Vue générale du trésor avec son vase d'origine et sur la droite un fragment de tuile romaine.

Le trésor est contenu dans son contenant d'origine, un vase de terre noire et de forme ovoïde, d'une hauteur d'environ 30 cm. Le vase est en céramique commune. La céramique est dépourvue d'anses et son pied est abîmé, ce qui implique une impossibilité de déplacement du contenant selon les fouilleurs. Une tuile taillée en rond ayant pu servir de bouchon a été retrouvée lors de fouilles.
Les monnaies sont des nummi, pièces de bronze avec très peu d'argent, d'un poids de 3 grammes et de 18 mm de diamètre, introduites dans la décennie 330.

### Constitution du trésor
Les archéologues estiment que l'accumulation des pièces a lieu entre 336 et 348, du fait de la présence de nombreuses pièces des années 330. Une trappe permettait d'accéder au contenant pour les différents dépôts.

#### Dépôts en sacs et dépôts en vrac
Deux types de position cohabitent, des monnaies à plat et d'autres sur une tranche, séparées des autres lots par des restes de sédiments. Les différents lots ont été identifiés comme étant des sacs dont les éléments organiques se sont décomposés au cours du temps. Des lots ont également été constitués par un versement des monnaies « en pluie », ces versements sont appelés « vracs » par les fouilleurs.

Exemple de dépôt en sac durant l'Antiquité.

Les pièces sont accumulées sur une période de dix ans et déposées dans le vase pour partie au moyen de petites bourses de tissu qui ont disparu. Avec le temps, les éléments (écorce, cuir, papyrus, peau, tissu) qui constituent le sac se sont désagrégés et les pièces ont été libérées, mais en restant dans leur position d'origine. Des épis de céréales semblent également avoir volontairement été déposés dans le contenant pour en absorber l'humidité.
Il y a également eu des versements en vrac et un certain temps a pu s'écouler entre les différents versements en vrac de la partie inférieure de la poterie. La partie supérieure du contenant a été remplie par des sacs et du vrac entre les divers sacs, les archéologues mettant en évidence la volonté du propriétaire de faire de la place pour son processus de thésaurisation.

#### Différents lots de monnaies

Répartition des monnaies du trésor dans le contenant.

Lors de la fouille les monnaies ont été dégagées et classées par lots nommés « faits » ou « passes ». La majorité des couches ou « faits » sont séparés entre eux par de fines couches d'argile qui ont permis aux archéologues de séparer les différentes pièces « en vrac » par période. Huit phases de dépôt ont été identifiées, trois en sacs et cinq en vrac. Le dépôt le plus proche de l'ouverture est numéroté 100, celui du fond du contenant 108. Un certain temps s'est écoulé entre les dépôts, et des restes d'herbes et brindilles ont été trouvées, les fouilleurs ont pu émettre l'hypothèse d'une présence liée à une insertion accidentelle après un comptage dans l'herbe des monnaies déposées ou alors par des éléments tombés d'une trappe déposée au dessus du contenant.
Le sac dénommé « Fait 100-101 », en sac, reposait sur un sédiment argileux. Le fait 100 contenait 24 monnaies et le 101 1 185. Le sac fait 102 comprenait 128 monnaies. Le fait 103 et 105, dépôts en vrac, comprenait 4 974. Dans le sac « Fait 104 », comprenant 1 967 monnaies, une petite corde blanche longue de 25 cm est découverte en négatif, qui devait servir à nouer ce sac. Le dépôt fait 106, en vrac, contenait 731 monnaies, le numéro 107 en vrac également comportait 1 632. Le fait 108 toujours en vrac contenait 3 627 pièces. Le « fait 109 », en vrac, contenait au minimum 260 monnaies.

#### Types de monnaies identifiées
Dès l'année 2013, 6 471 pièces sur 14 528, soit environ la moitié, sont déjà nettoyées et commencent à faire l'objet d'une restauration. Une partie seulement des pièces sont identifiées, soit 1 971. Les archéologues ont découvert au fond du récipient quelques rares pièces du dernier quart du IIIe siècle (antoninien et aureliani) et beaucoup de la première moitié du IVe siècle. 5 pièces datent d'avant 294, une pièce est estimée entre 294 et 310, une pièce entre 310 et 313, 9 pièces entre 313 et 318, 227 pièces entre 318 et 324, 225 pièces entre 324 et 330, 1 204 pièces 330 et 335, 268 pièces entre 336 et 341 et 31 pièces entre 341 et 348.
Différentes mentions sont retrouvées sur les pièces : les monnaies antérieures à 318 de type Soli invecto comiti sont résiduelles. pour l'ensemble 318-324 et 324-330 « Victoriae laet princ perp », « Beata tranquillitas », « Sarmatia devicta », « Providentiae augg / caess ». Pour la période post 330, c'est la mention « Gloria exercitus » sur le revers accompagnée d'enseignes ou de l'une des deux dénomination des suivantes « Urbs Roma » ou « Constantinopolis », pour 2/3 du trésor et surtout des frappes datables de 330-335. Quelques fausses monnaies ont été découvertes parmi le trésor, de type Gloria exercitus, Urbs Roma et Constantinopolis. Les monnaies datées de 341-348 Victoriae dd auggq nn, deux Victoires qui s'affrontent, sont peu nombreuses en proportion.

## Interprétation historique

### Rare fouille méthodique d'un trésor monétaire
L'enfouissement d'un trésor est un procédé assez commun dans l'Antiquité tardive et même dans l'Histoire en général. Les premières fouilles méthodiques des trésors monétaires ont lieu au début des années 1980 en Grande-Bretagne à Aldbourne ou Tattershall, à cette occasion les fouilleurs ont pu remarquer que les monnaies étaient déposées avec méthode dans les contenants. La méthode de fouille d'un trésor en contenant, avec une stratigraphie spécifique, est née avec l'examen qu'une technique de dépôts des monnaies en sacs ou rouleaux avait prévalu.

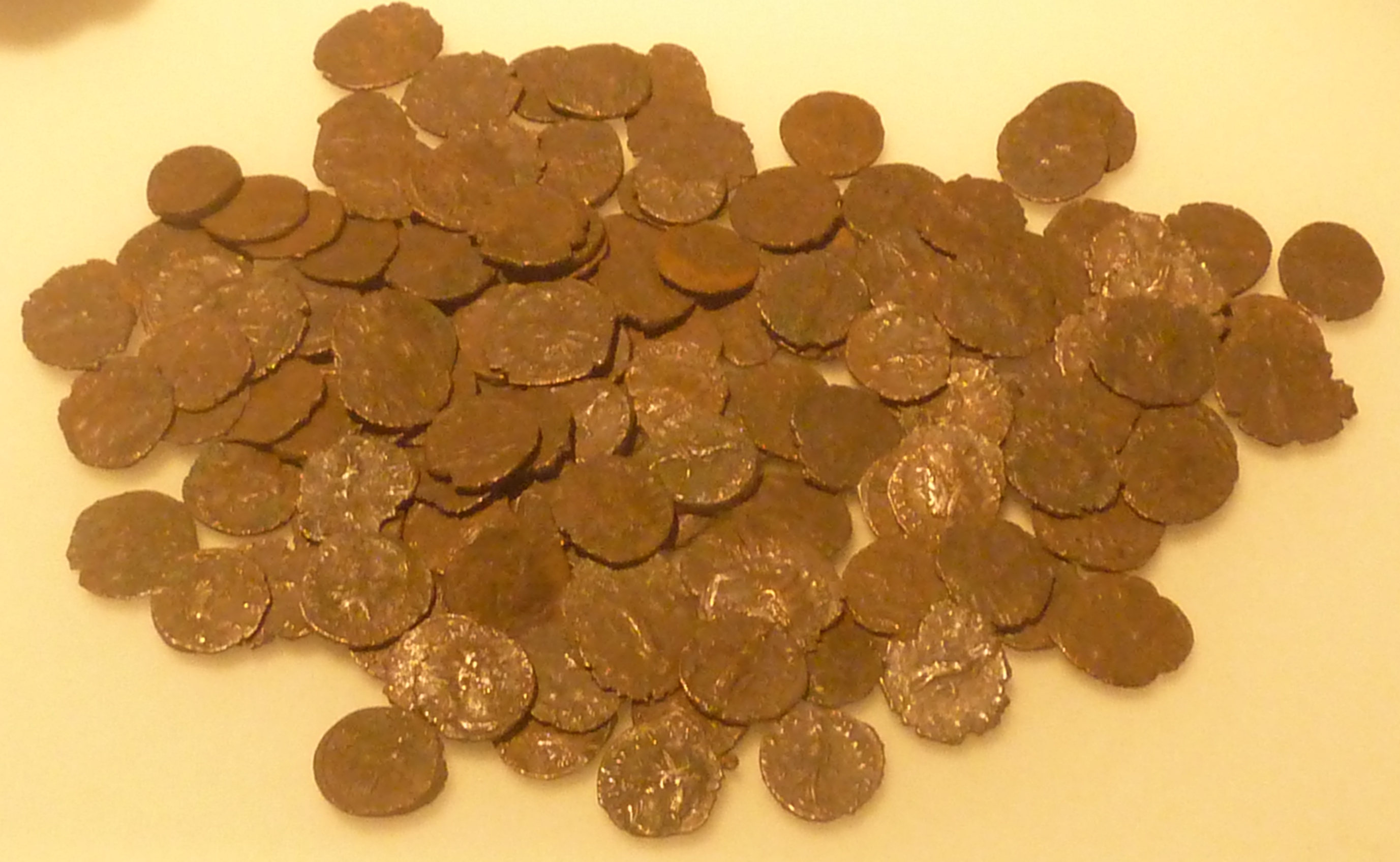
Le trésor de Pannecé II (antoniniens) découvert en 2002 et conservé au musée d'histoire et d'archéologie de Vannes.

La fouille du trésor de Pannecé constitue une étape de l'application de la méthode en France avec une fouille en laboratoire au début des années 2000, qui met en évidence le dépôt en sacs avec une « méthode stratigraphique du remplissage » du contenant, le trésor est alors considéré comme « une structure archéologique à part entière ». La micro-fouille est rare en Europe et est inspirée des fouilles des urnes cinéraires.
Un effort particulier a été fait pour documenter le processus de fouille du trésor de Saint-Germain-de-Varreville : le contenant a été stabilisé, et un système a été élaboré afin de soutenir le matériel photographique et vidéo. La fouille a été filmée intégralement et un document 3D a été réalisé. Les fouilleurs ont alors comme objectif de documenter à la fois le processus de thésaurisation et d'utilisation des sommes. Le remplissage du contenant a été « complexe ».

### Rare découverte duIVesiècle
La découverte est parmi les plus importantes au plan européen selon la presse locale ou un des plus « volumineux trésors monétaires découverts en France et en Europe pour cette période » selon Pierre-Marie Guihard et Guillaume Blanchet. De plus, les trésors enterrés datant du IVe siècle sont rares dans le département de La Manche contrairement à ceux du IIIe siècle.
Les pièces contenues à l'époque de l'enfouissement du trésor correspondent aux règnes des empereurs romains Constance II et de Constant Ier. Une part des pièces étudiées sont datées de la période 310 à 348 et certaines sont des imitations. D'autres sont plus rares, comme celles frappées au nom de Flavius Dalmatius, appelé aussi Delmace, César de l'empereur romain Constantin Ier.

### Cassette d'un personnage aisé

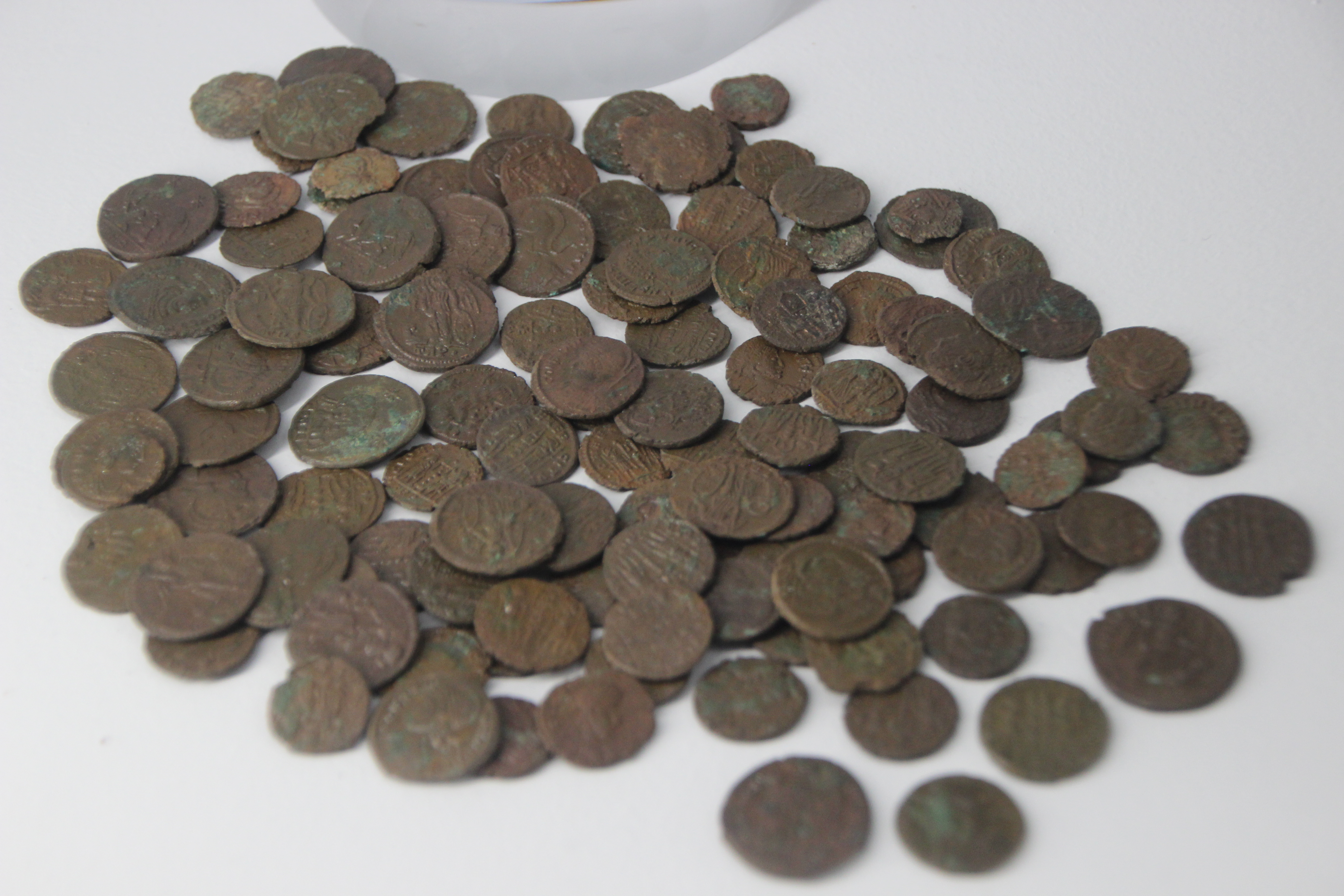
Détail des pièces.

Dans l'Antiquité, il est courant d'enterrer son trésor puisqu'il s'agit du moyen le plus sûr pour le préserver.
Les pièces retrouvées sont frappées à Trêves, Lyon et Arles, ateliers actifs à l'époque en Occident, et accumulées en dix ans environ par une personne aux activités financières.
Le trésor « renseigne sur l'usage quotidien des pièces de monnaie pour les échanges ». Le propriétaire a rempli peu à peu et sur une dizaine d'années le contenant, et a également procédé à des retraits, le trésor constituant son « fond [sic] de roulement ».
Le trésor de Saint-Germain-de-Varreville est la cassette, une réserve, d'un personnage avec dépôts et retraits, et non le résultat d'un enfouissement pendant une période de troubles. Le possesseur antique ajoute et retranche des pièces dans ce qui apparait comme une cachette. Le propriétaire souhaitait intégrer dans sa cachette des monnaies de qualité. Son habitation ne devait sans doute pas être trop éloignée. Les fouilleurs posent la question des « marqueurs visuels » du lieu de conservation, sans apporter de réponse, le site étant ouvert et sans preuve d'une mise en culture. le propriétaire, qui avait sans doute des activités lucratives, est sans doute mort sans avoir révélé le lieu de sa cache.

### Témoin de relations économiques et du contexte monétaire
Le nummus est créé par une réforme monétaire de Dioclétien en 294, qui établit une relation entre une monnaie en or, une monnaie en argent et une monnaie en billon argenté. Le nummus a comme raison d'être de servir au quotidien. La part d'argent dans la monnaie a varié, tout comme la confiance dans la monnaie.

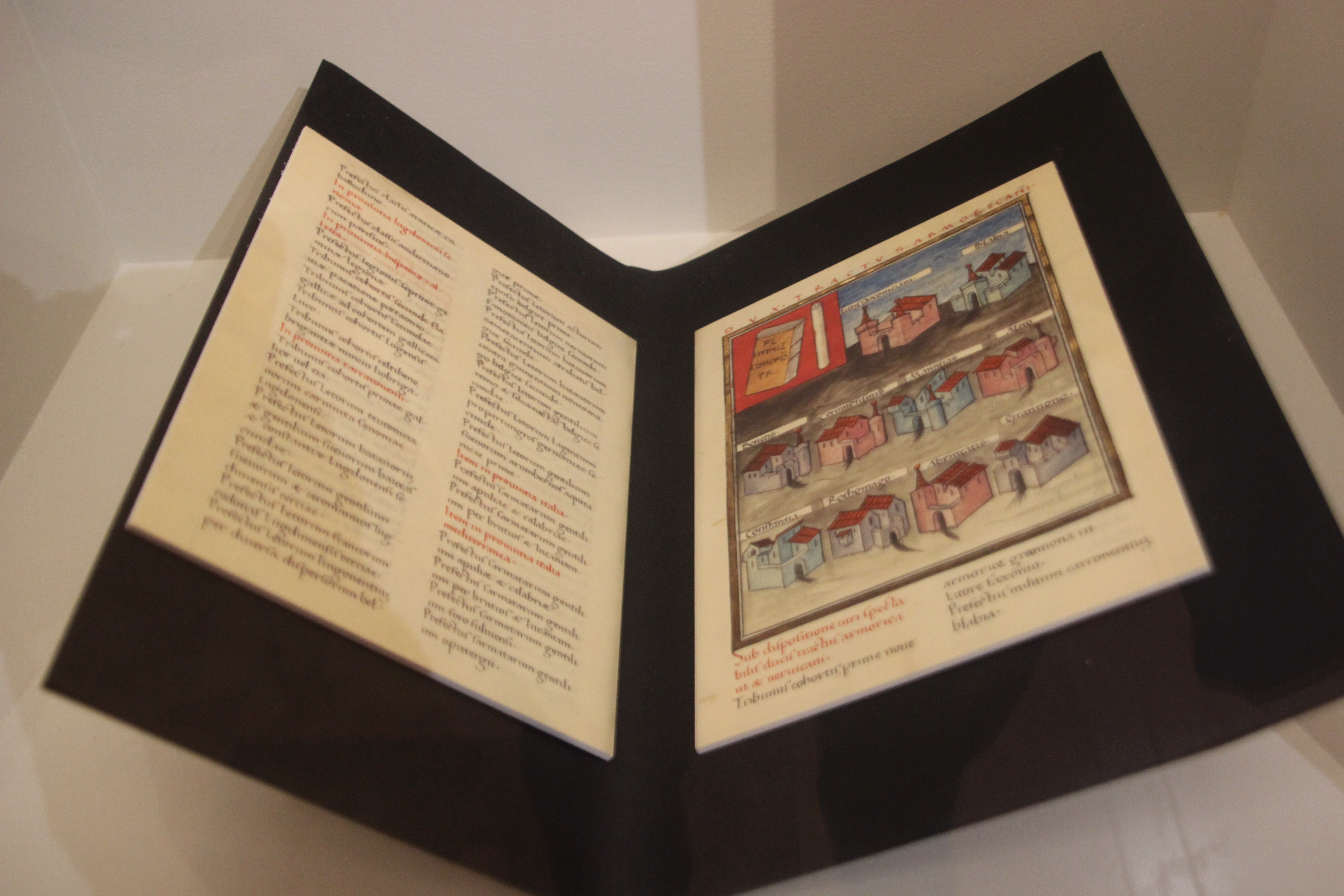
Fac-similé de la Notitia Dignitatum exposée au Musée d'archéologie et d'histoire du Mans durant l'exposition Au pied du mur, du 14 mai 2022 au 8 janvier 2023.

Au IVe siècle, il y a une réorganisation de la production de monnaies : antérieurement attribuée à l'administration fiscale et à un rationalis summarum, sous Constantin la mission est attribuée à un « Comte des largesses sacrées » responsable des ateliers monétaires et de l'approvisionnement en métaux nécessaires à la production monétaire, dont les mines d'or et d'argent. Ces fonctions sont présentes dans la Notitia Dignitatum. Dans les années 320 les ateliers de Trêves, Lyon et Londres produisent davantage de monnaies suite au frein des productions des ateliers italiens de 322 à 325.
Le trésor permet d'évoquer les circuits commerciaux et monétaires locaux. L'analyse a permis l'étude des modes de production des nummi. Les émissions monétaires représentées dans le trésor étaient utilisées dans les circuits commerciaux locaux.
Le trésor comporte surtout des monnaies des années 330, avant la réforme de 336 qui change le poids des monnaies dont la part de plomb. Les productions de monnaies réutilisent alors les frappes antérieures. Le trésor aurait été constitué entre 336 et 348 pour une raison économique, le propriétaire étant désireux de « mettre spécifiquement à l'abri de bonnes monnaies ». Au milieu du IVe siècle les monnaies constantiniennes sont plus importantes dans l'actuelle Normandie avec des nummi des années 330. Très peu de temps après les dates ultimes des monnaies trouvées dans le dépôt se situe la réforme monétaire de Constance II et Constant qui aboutit à la création de la maiorina.

## Annexe

#### Presse
- Raphaël Fresnais, « Le magot découvert par l’agriculteur enfin exposé », Ouest-france,‎ 15 juin 2016 (lire en ligne, consulté le 5 avril 2020).
- Pierre-Marie Puaud, « L'extraordinaire fouille du trésor de Saint-Germain de Varreville racontée dans un film », France 3,‎ 18 octobre 2019 (lire en ligne, consulté le 6 avril 2020).
- Rédaction La Presse de la Manche, « 14000 pièces de monnaie du IVe siècle trouvées dans le Cotentin : le trésor de 42 kg livre ses secrets ! », Actu.fr,‎ 11 novembre 2019 (lire en ligne, consulté le 6 avril 2020).
- La Manche libre, « Le trésor retrouvé en 2011 livre ses secrets », La Manche Libre,‎ 18 novembre 2019 (lire en ligne, consulté le 7 avril 2020).

#### Articles
- Cécile Allinne, « Saint-Germain-de-Varreville – La Grande Pièce, La Pièce à Trois Cornières », ADLFI. Archéologie de la France - Informations, no 3470,‎ 2013 (lire en ligne, consulté le 9 avril 2020).
- Pierre-Marie Guihard, Cécile Allinne et Éric Broine, « La fouille du trésor monétaire de Saint-Germain-de-Varreville (Manche) : stratigraphie d’un pécule de 14 528 nummi (première moitié du IVe siècle) », Annales de Normandie,‎ janvier 2013, p. 3-25 (ISSN 0003-4134, DOI 10.3917/annor.631.0003, lire en ligne, consulté le 5 avril 2020).
- Pierre-Marie Guihard et Guillaume Blanchet, « D’une perspective à l’autre. Le dépôt monétaire de ca 14500 nummi constantiniens découvert à Saint-Germain-de-Varreville (Manche, France) », Too Big to Study? Troppo grandi da studiare?, EUT Edizioni Università di Trieste,‎ 2019, p. 259-279 (ISBN 9788855110167, lire en ligne, consulté le 8 avril 2020).
- Pierre-Marie Guihard, Guillaume Blanchet, Anne Bocquet-Liénard, Jean-Claude Angélique, Étienne Liénard, Marie-Claude Bataillé, Juliette Dupré et Jean-Louis Gabriel, « Appréhender le stock de métal monnayé au IVe siècle. Analyses par spectrométrie de fluorescence X portable de nummi provenant du trésor de Saint-Germain-de-Varreville », ArchéoSciences, nos 42/2,‎ 2018, p. 45-62 (DOI 10.4000/archeosciences.5826, lire en ligne, consulté le 1er août 2025).
- Pierre-Marie Guihard et Guillaume Blanchet, « Saint-Germain-de-Varreville – La Grande Pièce, trésor monétaire », ADLFI. Archéologie de la France, no 3336,‎ mars 2020 (lire en ligne, consulté le 6 avril 2020).

#### Sites internet
- « Trésor de Saint-Germain-de-Varreville, Pièce à Trois Cornières », sur unicaen.fr, Centre Michel de Boüard – CRAHAM –, UMR 6273 (consulté le 7 avril 2020).
- « Trésors monétaires », sur caen.fr, Musée de Normandie (consulté le 10 avril 2020).
- « L'énigme du trésor de Saint-Germain de Varreville », sur Youtube.com, France 3 Normandie (consulté le 11 avril 2020).
- « Fouille du trésor monétaire de Saint-Germain-de-Varreville (Manche) en 2012 », sur Youtube.com, Université de Caen Normandie - UNICAEN (consulté le 11 avril 2020).
- « Fouille du trésor monétaire de Saint-Germain-de-Varreville (Manche) en 2012 », sur hypotheses.org, Les échos du CRAHAM (consulté le 12 avril 2020).